# Шљивовица (Чајетина)
Шљивовица је насеље у Србији у општини Чајетина у Златиборском округу. Према попису из 2022. било је 386 становника.

## Географија
Шљивовица није много брдовита. У средини села је Градина, на северној брдо Милошевац. Доста је кршевита. Кроз село тече Рјека, која се продужује кроз Бранешце под именом Сушица. Главни су извори: Пантелића Извор, Студенац, Водица, Шарчева Вода, Петашева Вода, Божића Извор, И??батски Извор, Бонџулића Вода, Ђеровац. Земљиште се назива: Пантелића Брдо, Пољет, Луг, Стубо, Лујовина, Затрње, Долови, Јасен, Станиште, Кесеровина, Локва, Рајчевина, Пећине, Луковиште, Шоботовина и Кошаришта. Шљивовица се овако прозвала зато што су се у њој прво почеле садити шљиве.
Овде се налазе Црква Рођења Пресвете Богородице у Шљивовици и Галерија Миладина Лекића.
Овде се одржавају Шљивовачки сајам домаће ракије. Овде је живео Никола Николић (земљорадник), носилац Карађорђеве звезде са мачевима.

## Демографија
У насељу Шљивовица живи 489 пунолетних становника, а просечна старост становништва износи 46,2 година (45,4 код мушкараца и 47,1 код жена). У насељу има 209 домаћинстава, а просечан број чланова по домаћинству је 2,74.
Ово насеље је великим делом насељено Србима (према попису из 2002. године).
	Најстарије су породице: Бонџулићи, бегали у Отањ код Пожеге због Турака, па су неки тамо и остали (сл. Ђурђев-дан), Костадиновићи, има их у Бранешцима (сл. Ђурђев-дан) и Милосављевићи (Стојановићи и Лучићи), слава Јован-дан.
	Пре 400 година досељени су: Шућури из Пиве од Добриловића (од којих су и Пишчевићи у Семегњеву), а пре 300 година Јаћимовићи (Пантелићи, Марјановићи и Томоњићи) из Херцеговине (сл. Стеван-дан).
У 18. Веку досељени су: Ковачевићи са Гласинца (сл. Врачеве), Шкодрићи из Пиве (сл. Ђурђиц) и Милојевићи (Станићи) од Пљеваља (сл. Ђурђев-дан).
У 19. Веку досељени су: Каљевићи из Бабина где их има још (сл. Томин-дан), Зорзићи из Кремана од Јанковића (сл. Ђурђев-дан), Луковићи из Штрбаца (сл. Ђурђев-дан), Делићи (Кулаши и Божићи) из Семегњева од Костића, Лекићи из Кучина (сл. Никољ-дан), Ковачевићи (Мандићи) такође. Томићи од Прибојске Бање (сл. Никољ-дан), Шоботовићи из Мокре Горе од Перишића (славе Јован-дан), Радељићи (Васовићи) из Радојне (сл. Митров-дан), Брковићи из Челица (сл. Аранђелов-дан), Бабићи из Мацута (сл. Савине Вериге), Шукиловићи из Вардишта (сл. Ђурђев-дан), Тијанићи (Ерићи) из Мораче (сл. Јован-дан и има их у Кривој Реци). Петровићи из Бјелиша код Прибој-Бање (сл. Јован-дан) и Гукићи из Криве Рјеке, а од пре 130-150 година Николићи из Забучја више Ужица (сл. Стеван-дан), Радовановићи од Прибојске Бање и Бакићи из Јабланице.
|  |

| Демографија | Демографија | Демографија |
| Година      | Становника  | Становника  |
| ----------- | ----------- | ----------- |
| 1948.       | 851         |             |
| 1953.       | 925         |             |
| 1961.       | 892         |             |
| 1971.       | 708         |             |
| 1981.       | 537         |             |
| 1991.       | 645         | 645         |
| 2002.       | 573         | 586         |

| Етнички састав према попису из 2002.‍ | Етнички састав према попису из 2002.‍ | Етнички састав према попису из 2002.‍ | Етнички састав према попису из 2002.‍ | Етнички састав према попису из 2002.‍ |
| ------------------------------------ | ------------------------------------ | ------------------------------------ | ------------------------------------ | ------------------------------------ |
|                                      |                                      |                                      |                                      |                                      |
| Срби                                 | Срби                                 |                                      | 563                                  | 98,25%                               |
| Словенци                             | Словенци                             |                                      | 1                                    | 0,17%                                |
| Руси                                 | Руси                                 |                                      | 1                                    | 0,17%                                |
| непознато                            | непознато                            |                                      | 8                                    | 1,39%                                |

| Година пописа     | 1948. | 1953. | 1961. | 1971. | 1981. | 1991. | 2002. |
| ----------------- | ----- | ----- | ----- | ----- | ----- | ----- | ----- |
| Број домаћинстава | 132   | 141   | 161   | 158   | 156   | 216   | 209   |

| Број чланова      | 1  | 2  | 3  | 4  | 5  | 6  | 7 | 8 | 9 | 10 и више | Просек |
| ----------------- | -- | -- | -- | -- | -- | -- | - | - | - | --------- | ------ |
| Број домаћинстава | 57 | 53 | 39 | 34 | 10 | 11 | 1 | 3 | 0 | 1         | 2,74   |

| Пол    | Укупно | Неожењен/Неудата | Ожењен/Удата | Удовац/Удовица | Разведен/Разведена | Непознато |
| ------ | ------ | ---------------- | ------------ | -------------- | ------------------ | --------- |
| Мушки  | 263    | 88               | 150          | 22             | 3                  | 0         |
| Женски | 246    | 41               | 150          | 54             | 1                  | 0         |
| УКУПНО | 509    | 129              | 300          | 76             | 4                  | 0         |

| Пол    | Укупно                    | Пољопривреда, лов и шумарство | Рибарство                            | Вађење руде и камена | Прерађивачка индустрија       |
| ------ | ------------------------- | ----------------------------- | ------------------------------------ | -------------------- | ----------------------------- |
| Мушки  | 139                       | 26                            | 0                                    | 1                    | 63                            |
| Женски | 48                        | 18                            | 0                                    | 0                    | 17                            |
| УКУПНО | 187                       | 44                            | 0                                    | 1                    | 80                            |
| Пол    | Производња и снабдевање   | Грађевинарство                | Трговина                             | Хотели и ресторани   | Саобраћај, складиштење и везе |
| Мушки  | 2                         | 7                             | 4                                    | 4                    | 13                            |
| Женски | 0                         | 0                             | 7                                    | 2                    | 1                             |
| УКУПНО | 2                         | 7                             | 11                                   | 6                    | 14                            |
| Пол    | Финансијско посредовање   | Некретнине                    | Државна управа и одбрана             | Образовање           | Здравствени и социјални рад   |
| Мушки  | 0                         | 1                             | 7                                    | 2                    | 3                             |
| Женски | 0                         | 0                             | 0                                    | 2                    | 0                             |
| УКУПНО | 0                         | 1                             | 7                                    | 4                    | 3                             |
| Пол    | Остале услужне активности | Приватна домаћинства          | Екстериторијалне организације и тела | Непознато            | Непознато                     |
| Мушки  | 1                         | 0                             | 0                                    | 5                    | 5                             |
| Женски | 1                         | 0                             | 0                                    | 0                    | 0                             |
| УКУПНО | 2                         | 0                             | 0                                    | 5                    | 5                             |